# Sint Servattumus
Sint Servattumus is een Nederlandse brouwerij gevestigd in Schijndel, Noord-Brabant. De brouwerij is opgericht in 1996 en staat bekend om zijn speltbieren, bieren gebrouwen met spelt van de bolle akkers in Liempde en hop uit Schijndel. Naast speltbieren produceert de brouwerij ook andere biersoorten, speltjenever en een Schijndelse whisky.
De jaarlijkse productie bedraagt ongeveer 300 hectoliter bier, verdeeld over zo’n 63 verschillende brouwsels per jaar. Sint Servattumus brouwt ook bier voor andere brouwerijen en levert voornamelijk aan winkels, slijterijen en groothandels. Sint Servattumus heeft een proeflokaal en een brouwerijwinkel.
De naam Sint Servattumus is een combinatie van Sint-Servatius, de beschermheilige van Schijndel, en de Brabantse uitdrukking "vat um us", die verwijst naar het pakken van een krat bier.

## Geschiedenis

### Beginjaren
Toon van der Heijden en de broers Carli en Henk van den Ekart begonnen in 1992 als hobbybrouwers, aanvankelijk in de keuken en later in de schuur van Van der Heijden. Na enige tijd konden ze gebruikmaken van de faciliteiten van Brouwerij De 3 Horne. In 1996 werd Stichting Bierbrouwerij Sint Servattumus officieel opgericht en een jaar later, op 1 september 1997, verkreeg de brouwerij een vergunning om bier te verkopen. Om de brouwerij financieel te ondersteunen, werd de Vereniging Vrienden van Bierbrouwerij Sint Servattumus opgericht. Leden van deze vereniging betaalden jaarlijks contributie en konden obligatiehouder worden. De distributie van de bieren vond plaats via Slijterij De Graaf in Schijndel. Vanaf eind 1997 beschikte Sint Servattumus grotendeels over eigen brouwfaciliteiten, waarmee ze de productie verder konden uitbreiden.

### Groei en uitbreiding
In 1998 kocht Henk van den Ekart een pand aan de Ericastraat op een Schijndels bedrijventerrein. Een deel van het pand werd gebruikt voor zijn eigen bedrijf, terwijl een ander deel werd ingericht als brouwerij. Op 3 september 2000 opende de brouwerij officieel haar deuren. Eind 2000 kon er 1.800 liter per maand worden gebrouwen en in totaal produceerde de brouwerij in dat jaar 220 hectoliter bier. Een jaar later, in 2001, werd het proeflokaal geopend. In 2003 nam Sint Servattumus een afvullijn met etiketteermachine over van de Arcense Bierbrouwerij. In 2005 werd een nieuwe brouwinstallatie in gebruik genomen en een nieuw proeflokaal geopend. In 2007 breidde de brouwerij uit met 100 m2 nadat de schilder die in het pand gevestigd was, vertrok. In deze ruimte werd een nieuwe bottellijn met etiketteermachine geplaatst.

### Ontwikkeling van nieuwe producten
In 2004 werd de traditionele hopteelt in Schijndel in ere hersteld met de aanleg van een hopveld achter de Schaapskooi. De hop van dit veld wordt gebruikt door Sint Servattumus en andere brouwerijen in de omgeving. Een jaar later, in 2005, introduceerde de brouwerij een nieuw speltbier, gebrouwen met spelt van de bolle akkers in Liempde. In 2009 werd Sint Servattumus uitgeroepen tot 'Held van de Smaak' in Brabant en won de Publieksprijs van Nederland. In 2010 kreeg Sint Servattumus een vergunning voor distilleren en begon met het distilleren van speltjenever. De speltjenever werd voorheen gedistilleerd door stokerij De Onrust in Wageningen. Ook werd er in 2010 ruimte vrijgemaakt voor de productie van whisky.

### Recente jaren
In 2018 kreeg Van der Heijden een hersenbloeding, waardoor hij genoodzaakt was te stoppen met werken bij de brouwerij. In 2019 overleed Henk van den Ekart. Carli van den Ekart besloot de brouwerij voort te zetten, samen met Paul Mettler en Riet van den Ekart, de weduwe van Henk. In 2020 werd de brouwerij geherstructureerd en verkleind. Het pand werd verkocht aan STM Elektro en de brouwerij huurt nu ongeveer de helft van het pand terug. Ook werden het logo en de huisstijl vernieuwd. In 2021 bracht Sint Servattumus een bierkaas op de markt.

## Producten

### Speltbieren
- Spelt Enkel, blond
- Spelt Dubbel, dubbel
- Spelt Tripel, tripel
- Spelt Honing, honingbier
- Spelt Stout, stout
- Spelt Wit, witbier
- Spelt Bock, bokbier
- Spelt Weizen, weizen
- Spelt Saison Tripel, saison tripel

### Overige bieren
- Aspergebier Triple A, tripel voor bij asperges.
- Aardbeienbier, fruitbier gemaakt met aardbeien.
- Blauwe Bessen Bier, fruitbier gemaakt met blauwe bessen.
- 't Hopbelleke, blond
- Luie Lozzie, tripel
- Het Witte Goud, witbier voor bij asperges.
- Zoethouter Tripel, tripel

### Overige producten
Naast bier produceert Sint Servattumus ook speltjenever, Schijndelse whisky en is er in 2021 een bierkaas op de markt gebracht.